# Hard Candy (álbum)
Hard Candy es el undécimo álbum de estudio de la cantante estadounidense Madonna. Fue lanzado por primera vez el 19 de abril de 2008 por Warner Bros. Records. Representó su último álbum de estudio con la discográfica, marcando fin a veinticinco años de historia de grabación. Madonna empezó a trabajar en el disco en el 2007, y colaboró con Justin Timberlake, Timbaland, Pharrell Williams y Nate «Danja» Hills. El álbum tiene, en general, un ambiente pop urbano, mientras mantiene un estilo dance pop en su núcleo. 
Madonna se interesó en trabajar con Timberlake después de escuchar su álbum de 2006 FutureSex/LoveSounds. Juntos hicieron varias canciones para Hard Candy, pero la base del desarrollo fueron los demos de Williams. Madonna tenía varias canciones escritas para el álbum, lo que asombró a Timberlake. Ambos tuvieron intensas discusiones antes de grabar una canción. Después, Madonna notó que la mayoría de las canciones en Hard Candy eran autobiográficas en muchos aspectos. Sin embargo, de acuerdo a ella, esto no fue intencional y pasó mientras ella estaba en el proceso de desarrollar el disco.
Inicialmente, para la portada del álbum, Madonna decidió retratarse como la Madonna negra y que este se llamara igual, pero más tarde sintió que la idea podría ser vista como controversial. En vez de esto, llamó al álbum Hard Candy, que refiere a la yuxtaposición de la dureza y la dulzura. Las reseñas al álbum fueron generalmente favorables, aunque algunos críticos lo condenaron por su intento de utilizar al mercado urbano. En el aspecto comercial, Hard Candy resultó un éxito tras debutar en la posición número 1 en treinta y siete países, incluyendo Estados Unidos, Australia, Canadá, Francia, Alemania, Japón y el Reino Unido y se convirtió en el undécimo álbum más vendido en el mundo en el 2008. Según Nielsen SoundScan, hasta octubre de 2012, Hard Candy vendió 744 000 copias en Estados Unidos. En el mundo, el álbum ha vendido más de cuatro millones de copias.
Del álbum se publicaron tres sencillos. El primero, «4 Minutes» fue un éxito mundial, al encabezar las listas de popularidad en veintiún países y se convirtió en el 37.º top 10 de Madonna en la lista Billboard Hot 100. Otros sencillos que se lanzaron fueron «Give It 2 Me» y «Miles Away». Para promocionar al álbum, Madonna realizó un par de conciertos especiales, en pequeños lugares de París, Nueva York y Maidstone. El álbum recibió la mayoría de su promoción del Sticky & Sweet Tour (2008-2009), que se convirtió en la gira con más recaudaciones por una solista.

## Antecedentes

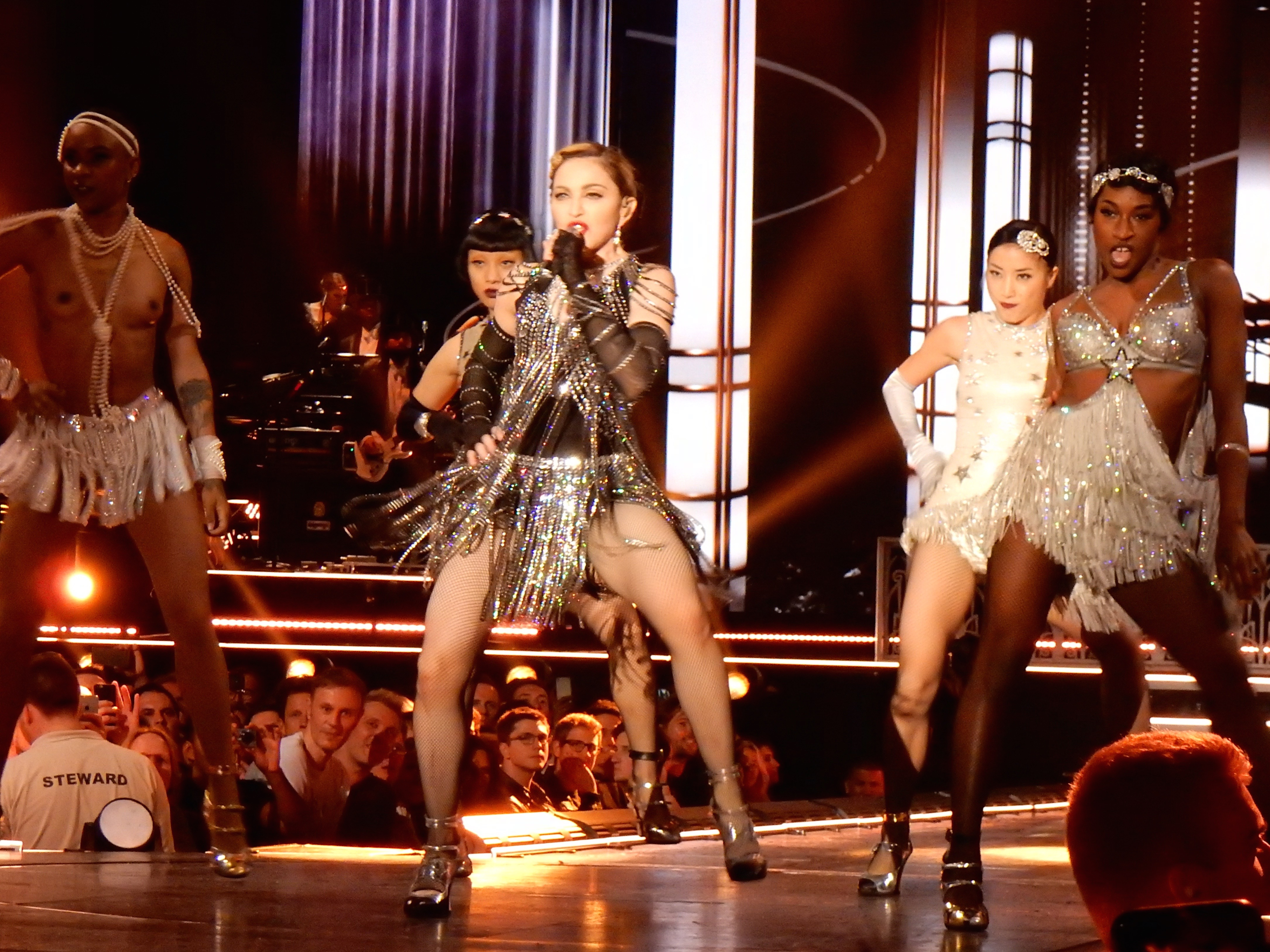
Madonna interpretando «Candy Shop», pista que da inicio al álbum, durante la gira de 2015-16 Rebel Heart Tour.

En febrero de 2007, el rapero Timbaland dijo que se encontraba trabajando con Madonna en su undécimo álbum de estudio, el cual sería su último trabajo con la discográfica Warner Bros. Records. Seguido de esto, la cantante firmaría un contrato de 120 millones de dólares con la promotora Live Nation, el cual abarcaría todas sus cuestiones musicales incluyendo álbumes de estudio, giras musicales, mercancía, clubes de admiradores, sitios web, DVD, proyectos de cine y televisión y acuerdos de patrocinios asociados. La cadena MTV dijo que el disco se enfocaría hacia una dirección más urbana; una fuente cercana al periódico The Sun comentó que la cantante quería enfocarse hacia el hip hop, «su último [álbum] fue muy discotequero y ahora quiere hacer algo similar con el hip hop». Inicialmente, se reportó que el álbum contaría con «muchos productores de distintos géneros». En agosto de 2007, Timbaland habló con MTV acerca del desarrollo del álbum; confirmó que el y Justin Timberlake habían trabajado con la cantante y le habían compuesto 10 canciones. Entre estas, destacaban «La La» y «Candy Shop», que fue escrita por el rapero Pharrell Williams. Timbaland añadió:

«Justin y yo hicimos las grabaciones. [Madonna] tiene un disco ardiente. Su álbum está ahí arriba con el álbum de Justin. [...] ¡Ah, hombre!, hay una canción, vamos a regresarla a "You must be my luck-eee starrrr!"...¿Recuerdan "Ugly" de Bubba Sparxxx? Tengo un ritmo similar a eso. El hook no tiene palabras. Es solo decir cosas nombradas después del café... El nombre de la canción es "La La". Pharrell también le hizo una [canción] ardiente llamada "Candy Shop"».

Terminó la entrevista diciendo que el título del álbum aún no se decidía, pero que volvería a reunirse con Madonna para completarlo en septiembre de 2007. El rapero reveló que el álbum no tendría «canciones ochenteras ni leotardos morados» y que sonaría «similar a "Holiday" con un groove de R&B».

## Grabación
El álbum cuenta con la participación de Justin Timberlake, Timbaland, Pharrell Williams y Kanye West. Incluye también la producción de Madonna, Timbaland, Timberlake, The Neptunes y Nate «Danja» Hills. Anteriormente, la cantante había optado por trabajar con productores relativamente desconocidos, tales como William Orbit, Mirwais Ahmadzaï y Stuart Price. Sin embargo, para Hard Candy, decidió colaborar con artistas y productores que ya eran bastante conocidos. Durante una entrevista con MTV, explicó su decisión de colaborar con productores conocidos: «Porque son buenos, y me gusta su mierda. [...] Quiero decir, no me gusta repetirme, y estaba ahí sentada pensando, "¿qué música me encanta en estos momentos?" y resultó ser el álbum [de Timberlake] FutureSex/LoveSounds. [...] Lo estaba escuchando obsesivamente». Madonna ya había empezado a trabajar en el álbum con Pharrell Williams, y durante el descanso de una de las sesiones de grabación, su representante, Guy Oseary, habló con Timberlake y le sugirió que «sería genial» si grabara temas con la artista. El cantante comentó que «"sería asombroso", pero luego pensé "eso nunca va a suceder", [...] pero es un testamento para Pharrell. Ya había sentado las bases hacia donde [Madonna] iba a ir. Me puso a escuchar "Candy Shop" y un par de otras canciones y pensé "¡qué dirección tan genial!". Pensé que podía hacer básicamente todo el disco con Pharrell si así ella lo quería, y le pregunté a Tim, "¿cómo encajamos?", y básicamente se redujo a como hicimos mi disco, coproduciendo y simplemente metiendo a Madonna en la mezcla». La primera canción que Madonna y Timberlake grabaron fue «Devil Wouldn't Recognize You», sin embargo, Timberlake sintió que la canción, en la que Madonna había estado trabajando años antes que Hard Candy, era muy similar y comparable a «Frozen» (1998). Decidió entonces convertir la línea  «The devil wouldn't recognize you, but I do» en un hook pegadizo y hacerlo sonar como un concepto.
Timberlake quedó bastante impresionado por la cantidad de material que Madonna ya tendría listo. Dijo que normalmente no escribe sus letras, ya que las ideas le llegan más rápido, pero que Madonna tenía «todos estos pensamientos, acertijos, poemas, sentimientos, todos escritos en enormes cuadernos [...] ella seguía entregándolos. Era increíble, tomar estos pedacitos aquí y allá, y ponerlos juntos como un rompecabezas». Para la grabación de «Miles Away», Timberlake tocó un riff de guitarra ante Madonna y le preguntó: «¿Cómo queremos hacer esto? ¿De qué queremos que trate? ¿Qué queremos decir?». La cantante decidió tener una plática privada con Timberlake para poder desarrollar nuevas ideas para las demás canciones. Una de las ideas a las que llegaron fue las relaciones a larga distancia, tema que sintieron que era muy personal para ambos, pero aun así decidieron utilizarlo en la canción. Sobre la versión grabada, Madonna comentó: «Pusimos todos nuestros sentimientos ahí afuera [...] Y después de que hicimos la canción, todo el mundo en el estudio estaba diciendo, "oh, puedo identificarme con eso"». Acerca de trabajar con Timberlake Madonna dijo: «Realmente me divertí con Justin [...] Fue muy divertido porque él se abría y entonces afloraba su talento».

## Contenido
En una entrevista con Interview, Madonna habló acerca de las inspiraciones detrás de las canciones y la música de Hard Candy. Al respecto, comentó: «Es probable que en muchos aspectos, la mayoría de las canciones son [autobiográficas]. Pero de una manera más inconsciente. Realmente no pienso en contar historias personales cuando escribo música. Simplemente se da. Y entonces muchas veces, seis meses después, ocho meses más tarde, digo, "Oh, escribí esa canción acerca de eso". Pero eso es cuando toco la canción para mucha gente y todos dicen "me puedo relacionar totalmente con eso"». La pista que abre el álbum es «Candy Shop». Producida por Pharrell Williams, utiliza la palabra candy —«dulce»— como una metáfora para el sexo. Williams dijo: «Estábamos en el estudio, [...] y [Madonna] me dijo, "mira, dame una mierda ardiente". Me le quedé mirando pensando, "¿está diciendo mierda ardiente?" y ella dijo, "¿qué?" y yo, "de acuerdo". Así que simplemente trabajamos y lo hicimos». La segunda pista, y sencillo principal del álbum, «4 Minutes», tenía originalmente el título «4 Minutes to Save the World». El desarrollo de la canción fue motivado por un sentido de urgencia para salvar al planeta de la destrucción, y cómo la gente puede divertirse en el proceso. Según la cantante, la inspiró a producir el documental I Am Because We Are. Cuenta con la participación vocal de Timberlake y Timbaland. Es una canción dance con un estilo urbano de hip hop, también incorpora los ritmos bhangra de Timbaland. La instrumentación consiste en los de viento-metal, sirenas y cencerros. La letra lleva un mensaje de concientización social, inspirada en la visita de Madonna a África y el sufrimiento humano que presenció. En «Give It 2 Me», el segundo sencillo del álbum, Madonna mezcla ritmos de música bounce y una línea de bajo funky. La artista canta: If it's against the law, arrest me —«Si es en contra de la ley, arréstame»— e If you can handle it, undress me —«Si puedes sostenerlo, desvísteme»—. La canción también cuenta con un breve interludio en el que Madonna continuamente repite la frase Get Stupid —«Ponte estúpido»— mientras que Williams dice To the left, to the right —«A la izquierda, a la derecha»—. Madonna compuso «Give it 2 Me» como una canción de auto manifiesto que, aunque parece ser acerca de baile y sexo, es en realidad una referencia a la carrera de tres décadas de Madonna en la industria musical. Musicalmente, es una canción bailable que cuenta con percusiones y cencerros africanos, mientras que Williams proporciona coros. En la cuarta pista, «Heartbeat», Madonna canta sin aliento y también cuenta con un interludio en el que la música cambia de su ritmo normal a simples sonidos de tambores.
MTV comentó que la quinta pista y tercer sencillo del álbum, «Miles Away», era la canción más engañosamente simple, pues aunque parecía directa en la superficie, contaba con muchos trucos técnicos por debajo. El tema se aleja de la naturaleza dance del álbum y habla acerca de las dificultades de las relaciones a distancia. «Miles Away» es una balada electrónica melancólica que, según la propia cantante, es autobiográfica y está inspirada por su entonces esposo, el director Guy Ritchie. La temática de las relaciones continúa en la sexta pista del álbum, «She's Not Me», en donde habla de Madonna siendo imitada por otra mujer e incluye líneas como She started dressing like me and talking like me, It freaked me out, she started calling you up in the middle of the night, what's that about? —«Ella empezó a vestirse como yo y a hablar como yo, y eso me asustó, empezó a llamarte en medio de la noche, ¿de qué se trata eso?»—. La siguiente pista del álbum, «Incredible», comienza como una canción de amor pero pronto se revela como un llamado a alguien para empezar de nuevo, a medida que cambia la composición del interludio. Según MTV, el cambio en la estructura refleja la confusión propia de Madonna acerca de lo que sentía por su amante en la canción. Canta can't get my head around it / I, I need to think about it —«No puedo poner mi cabeza en ello / Necesito, necesito pensarlo»—. «Beat Goes On» cuenta con un interludio de rap por parte de Kanye West y una mezcla de sonidos que van desde el R&B de los años '70 al dance de los '80. Williams también comentó que la ética de trabajo de Madonna era diferente a la de otros artistas con los que había trabajado antes, que se refleja en canciones como «Spanish Lesson», donde canta: If you do your homework, baby I will give you more —«Si haces tu tarea, nene yo te daré más»— y toma influencias de música española. El groove es la principal inspiración de «Dance 2night», noveno tema del álbum, que cuenta con una nueva participación de Timberlake. La siguiente, «Devil Wouldn't Recognize You», fue compuesta por Madonna desde antes que empezara a trabajar en Hard Candy. La canción tiene una sensación de misterio y comienza lenta y suavemente con una introducción de piano. Entonces se vuelve rápida y melancólica, mientras la artista dice: Your eyes are full of surprises, They cannot predict my fate —«Tus ojos están llenos de sorpresas, no pueden predecir mi destino»—. «Voices» es la última canción del álbum y está inspirada en el trip hop; consiste en acordes no resueltos y letras que cuestionan quién esta realmente en control: Are you walking the dog? / Is the dog walking you? («¿Estás paseando al perro? / ¿El perro te está paseando a ti?»).

## Lanzamiento y portada

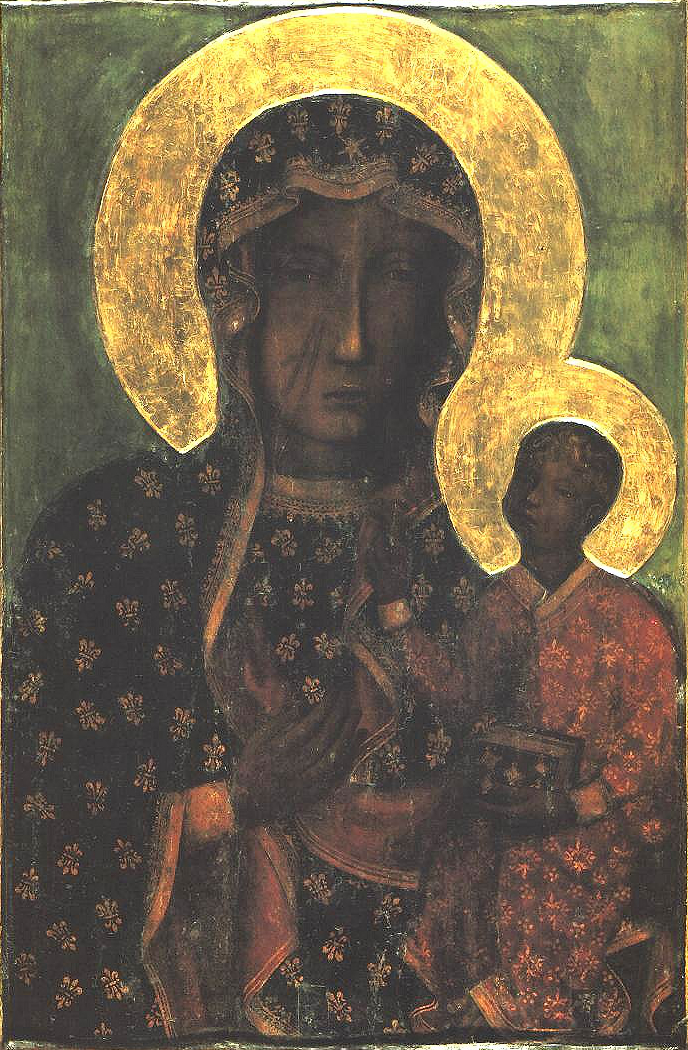
Inicialmente, para la portada del álbum, Madonna tenía planeado retratarse como la Madonna negra (fotografía).

La compañía discográfica Warner Bros. Records publicó Hard Candy el 25 de abril de 2008, en varios países europeos, tales como Alemania, Irlanda, Austria y en los Países Bajos. Tres días después se puso a la venta en el Reino Unido, Brasil y en el resto de Europa, y el 29 de abril, en los Estados Unidos, México y Canadá. Inicialmente, la revista Billboard había reportado que el título del álbum sería Licorice, como previamente se había anunciado en el programa de radio OutQ. Durante una entrevista con MTV Australia, Madonna explicó que uno de los temas predominantes en el álbum era el incorporar la imagen de una boxeadora, una idea que fue repetida en la canción «Give it 2 Me». Según la cantante, «["Give it 2 Me"] es básicamente [de sentido opuesto]. No soy el tipo de persona [que te diría] "dame todo lo que tengas", así que en cierto modo es una postura dura». Por lo tanto, en un principio, Madonna decidió que el título de la canción se iba a utilizar para el título del álbum, pero cambió de parecer tras el lanzamiento de una canción del rapero Timbaland que tenía un nombre muy similar. Después de esto, Madonna optó por llamar al álbum Black Madonna e incluso realizó una sesión fotográfica para la portada del disco, donde usó maquillaje blackface con los ojos blancos. En una entrevista con Rolling Stone en 2009, Madonna comentó: 

«Hice una sesión de fotos con Steven Klein para la portada de mi último álbum, y me pinté la cara negra, a excepción de los labios rojos y los ojos blancos. Era un juego de palabras. ¿Haz oído hablar de la  Madonna negra? Tiene capas de significados y por un minuto, pensé que sería un título divertido para mi álbum. Luego pensé: "El veinticinco por ciento del mundo podría entender esto, probablemente menos, no vale la pena". Sucede todo el tiempo, porque mis referencias por lo general están fuera de la escala de Ritcher».

MTV finalmente confirmó el título del álbum como Hard Candy. La representante de Madonna Liz Rosenberg, le dijo a Entertainment Weekly: «[A Madonna] le encantan los dulces, [...] [El título es] una yuxtaposición de dureza y dulzura, o como Madonna tan elocuentemente lo expresó: "Te voy a patear el trasero pero te va a hacer sentir bien"». La portada del álbum también se hizo pública al mismo tiempo; mostraba a Madonna, con el cabello rubio corto, vestida con un leotardo negro y un cinturón de campeón dorado con la inscripción «Give It to Me», el título original del álbum, frente a un fondo de remolinos de caramelos rosados. Esta fotografía fue tomada durante una sesión con Steven Klein, para la edición de abril de 2008 de la revista Interview. Acerca de la portada del álbum, Nacho Herrero de Los 40 Principales comentó que «[Su casi] medio siglo de vida no es impedimento para levantar pasiones entre sus seguidores masculinos (y femeninos)». En 2013 msn.com colocó a la portada de Hard Candy en el número tres de su lista de "Portadas eróticas" y la describió como «una imagen potente que suponía el enésimo cambio de look de la ambición rubia».

## Recepción crítica
En términos generales, Hard Candy recibió reseñas positivas por parte de la prensa especializada. En Metacritic, el álbum obtuvo una calificación promedio de 65 sobre 100, basado en 24 reseñas, lo que indica «críticas generalmente favorables». Mark Savage de la BBC analizó la composición de las canciones, y sostuvo que «si un puñado de las canciones hubiese sido entregado a más productores con un toque de más sutileza, Hard Candy hubiera podido posicionarse junto a lo mejor de Madonna. [...] Una y otra vez, subsume sus sensibilidades pop a un arsenal de ritmos estrepitosos, raps vociferados y excesivamente una producción quisquillosa». Stephen Thomas Erlewine de Allmusic consideró que «hay una sensación palpable de falta de interés [en Hard Candy], como si le hubiera entregado las riendas a Pharrell y a TimbaLake, confiándoles pulir este pedazo de caramelo duro. Tal vez a ella ya no le interesa la música, tal vez solo quiere acabar con este álbum para Warner antes de avanzar hacia los pastos más verdes de Live Nation, de cualquier manera, Hard Candy es una cosa rara: un álbum de Madonna sin vida». Por el conteario, Tom Young, de la revista Blender, le dio al álbum una reseña positiva, al decir: «En Hard Candy, es como una maestra ladrona que está envejeciendo, colándose al templo de las golosinas pop para un último gran golpe. El álbum 11 es afablemente obsceno, no conflictivamente desagradable, pero es un baño de suciedad verdadera en comparación con los sermones de C-SPAN, los  rasgueos confesionales del terrible American Life (2003) o el auto-actualizado club trance de Confessions on a Dance Floor (2005)». Kerri Mason de Billboard complementó el nuevo sonido y la dirección musical adoptados por Madonna, pero sintió que la cantante se había convertido en la marioneta de un productor, lo que le llevó a comentar que «Madonna hace a los productores, los productores no hacen a Madonna». Chris Willman de Entertainment Weekly le otorgó al álbum una calificación de «B+», e indicó que Madonna «hace que funcione, con esta selección sorprendentemente rejuvenecida». Mike Collett-White, de Reuters, opinó que «el undécimo álbum de estudio de Madonna —y su último antes de que abandone su discográfica de largo plazo Warner Bros.— es inusualmente generoso, si las primeras críticas son para creerse. Hard Candy anotó sólidamente entre los críticos de rock». Bill Lamb de About.com lo elogió y comentó que con Hard Candy, «Madonna apunta directamente al público estadounidense y a la radio. El resultado es una colección dance céntrica que probablemente se encuentra entre lo mejor de sus 11 álbumes de estudio». Asimismo, lo calificó como uno de los mejores álbumes de Madonna, y afirmó que «es un clásico. Lleno de grandiosos ritmos pulsantes, letras fascinantes y una producción impresionante. Madonna es la reina reinante de la música pop». Sergio Figueiras, del periódico español El País, le otorgó una reseña favorable: «Sus doce temas aportan un pizca de sal y pimienta al tono discotequero del anterior, Confessions on a dance floor, dándole matices más oscuros pero igual de bailables». Concluyó diciendo: «En resumen, Madonna vuelve a ser la que era y la que es, al alfa y omega de la mayor reina del pop que nunca salió de la pista de baile». Xavi Sánchez Pons, de Mondosonoro, dijo que Hard Candy era «un regreso a la Madonna de los ochenta, a la de canciones como "Holiday", "Into the Groove" o "Like a Virgin". [...] [El álbum] muestra a una Madonna en buena forma. Con eso basta, nunca le hemos pedido más»; se refirió al sencillo «4 Minutes» como un «un clásico instantáneo». Sebas, del sitio web español Jenesaispop, comentó que «A pesar de los 8 millones vendidos de ‘Confessions’, Madonna no puede soportar que sus canciones no suenen en radio [...] Para solucionar esto, no recurre a ninguna joven promesa, sino a Pharrell Williams de los Neptunes y a Timbaland». También citó a «4 Minutes» y «Give It 2 Me» como puntos culminantes del álbum; «se agradece el desconcierto generado por ‘4 Minutes’, con unas trompetillas irritantes que aún nos tienen aturdidos y una serie de pegajosos “tick-tocks”, “yeahs”, “give it ups”, “Madonnas” y “friqui-friquis”. Se agradece también el primer sencillo bakala de Madonna, ‘Give It 2 Me’». Aunque sostuvo que «otras pistas como ‘Spanish Lesson’, ‘Incredible’ o ‘She’s Not Me’ se quedan en buenas ideas estropeadas con letras sonrojantes o desarrollos excesivos». Gabriel Orqueda de la edición argentina de Rolling Stone también fue favorable en su reseña, y comentó: «Los que temían que la veterana traicionara su sensibilidad pop y se pusiera a rapear, pueden quedarse tranquilos. Hard Candy' (en español "caramelo duro", ¿un Media Hora?) es una de las mejores recetas de Madonna en esta década».
Caryn Ganz de la revista Rolling Stone comentó que Hard Candy era el trabajo de «un equipo de compositores de realeza de listas estadounidenses», que ayuda a Madonna a «revisitar sus raíces como una reina del disco urbano. [...] En Hard Candy, deja que productores de primera la conviertan en su juguete». Ben Thompson de The Guardian opinó que «es una confección dura que les ofrece a los oyentes mucho en donde clavar sus dientes. [...] Cuando amenaza con ponerse aburrido, algo siempre pasa para recuperar tu interés». Sarah Hajibegari de The Times expresó que aunque el álbum «no es un desastre», los productores ya han «hecho lo mismo con Nelly Furtado, Britney Spears y Gwen Stefani». Andy Gill de The Independent opinó que retrataba a Madonna como «un talento, que una vez fue diverso» que se ha convertido en algo «meramente satisfactorio para el gusto por lo dulce de lo dance pop funcional». Thomas Hausner de PopMatters sostuvo que estaba «superpoblado con pop reciclado artificial, que no se puede distinguir, algo que la voz calmante de Madonna no puede aliviar». Por su parte, Tom Ewing del Pitchfork Media indicó: «Tras escuchar [el álbum], la pregunta sigue abierta. Nadie involucrado en Hard Candy está cerca de sus mejores momentos creativos». Sal Cinquemani de Slant Magazine quedó decepcionado con el álbum y dijo que «Madonna no ha entregado esta cantidad de material de relleno insípido en un disco desde su debut, y tal vez ni siquiera en ese entonces. [...] Hay pocas confesiones aquí - nada político, nada demasiado espiritual, no se habla de la fama, la guerra o los medios de comunicación. Es justo lo que Estados Unidos ordenó». Wilfred Young, del semanario NME, opinó que Hard Candy era «un álbum lo suficientemente sólido para los estándares de la mayoría de las fulanas del pop, pero, ¿para la señora de la innovación? Bastante mediocre». Quico Alsedo del periódico español Elmundo.es le otorgó una reseña negativa al álbum; afirmó que «a estas alturas, un disco de Madonna es como el programa de un político de centro: tiene que ser suficientemente templado, flácido y medido para contentar a todos: papás, niños y abuelos. [...] La enésima reinvención de la artista llega en forma de piruleta. O de chicle Boomer. En fin, de chuche: chupas, succionas, masticas, y ya no queda nada. [...] Hard candy satisfará a los menos exigentes de entre los admiradores. [...] La faraona del chicle pop nos dejó». Del mismo modo, Nicolás Mayo de Terra también fue negativo en su crítica, y dijo que «musicalmente, Hard Candy atrasa. El "sonido Pharrell", el "sonido Timbaland" ya no sorprenden a nadie: los productores estrella ya se instituyeron antes con otras cantantes, y lo hicieron mejor». Lo llamó «el más olvidable de la carrera de Madonna».

## Recepción comercial

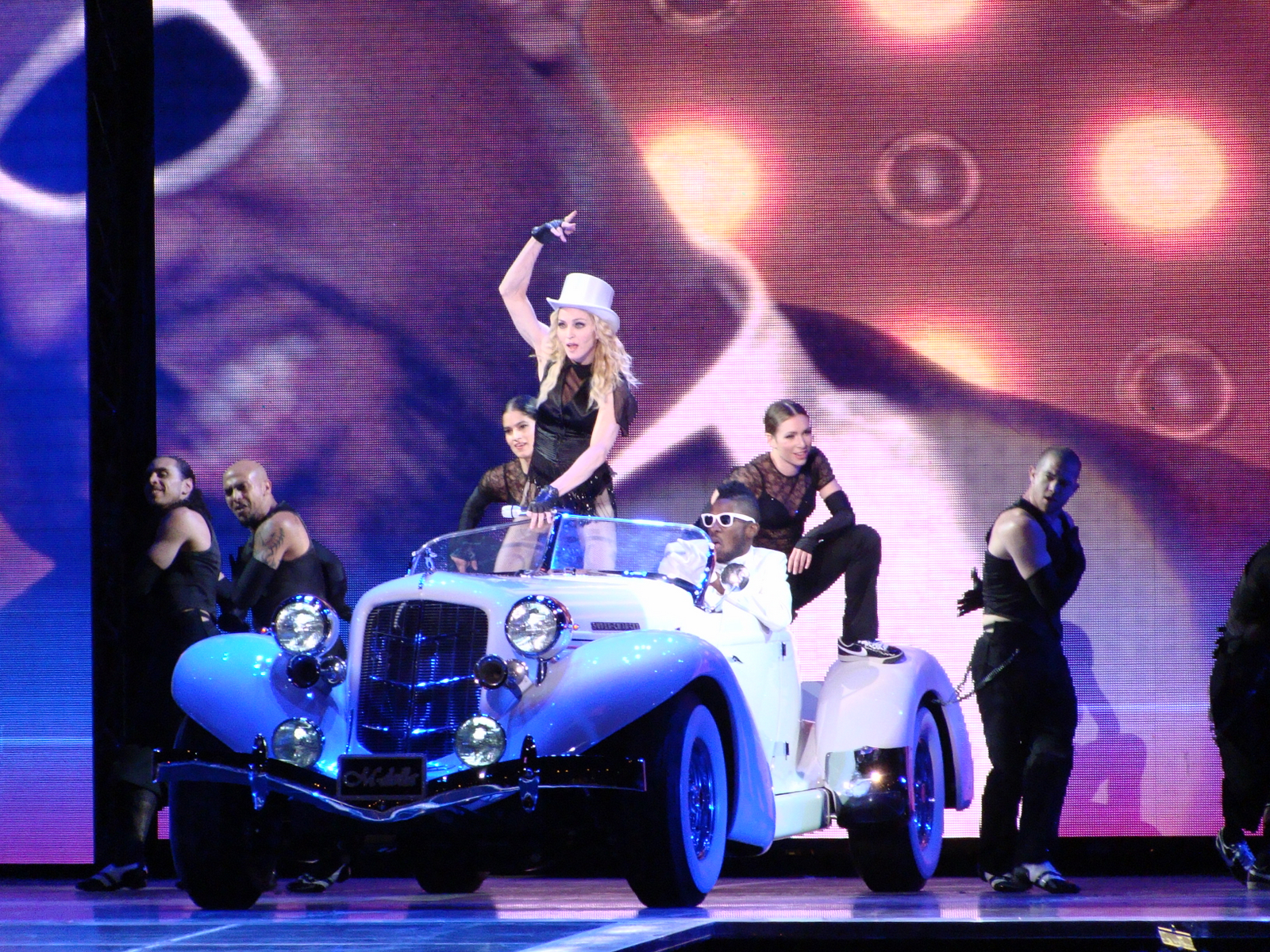
Madonna y sus bailarines interpretando la octava pista del álbum, «Beat Goes On», durante el Sticky & Sweet Tour.

Después de su lanzamiento, Hard Candy debutó en el número uno en 37 países y fue el undécimo álbum más vendido en todo el mundo en 2008, según la Federación Internacional de la Industria Fonográfica (IFPI). El álbum ha vendido más de cuatro millones copias en todo el mundo. Según Nielsen SoundScan, Hard Candy vendió 100 000 unidades en los Estados Unidos en su primer día de lanzamiento. Debutó en la primera posición de la lista Billboard 200, con 280 000 copias vendidas en su primera semana. Hard Candy se convirtió en el séptimo álbum número uno de Madonna, convirtiéndola así en la segunda artista con más discos en esa posición de Billboard, solo por detrás de Barbra Streisand. Después de su lanzamiento, el 4 de junio de 2008, la Recording Industry Association of America (RIAA) lo certificó con un disco de oro, por haber distruido 500 000 copias en el territorio estadounidense. En Canadá, el álbum debutó en el primer lugar de la Canadian Albums Chart, y ganó un disco de platino por la Canadian Recording Industry Association (CRIA), por distribuir más de 80 000 copias. En México alcanzó la tercera posición y recibió un disco de platino por parte de la Asociación Mexicana de Productores de Fonogramas y Videogramas (AMPROFON). En Argentina lideró las listas el 1 de junio de 2008, recayendo a la tercera posición para el mes de mayo. La Cámara Argentina de Productores de Fonogramas y Videogramas (CAPIF) lo premió con un disco de platino.
Por otro lado, en Australia, Hard Candy se convirtió en el séptimo álbum de Madonna en alcanzar el número uno en la lista de álbumes australiana; obtuvo un disco de platino por parte de la Australian Recording Industry Association (ARIA) luego de distribuir más de 70 000 unidades. En Nueva Zelanda, debutó en la quinta posición el 5 de mayo de 2008, permaneciendo en la lista durante nueve semanas. En Japón, el álbum debutó en la primera posición de la lista Oricon, con ventas de 55 462 copias; logró permanecer en esa posición una segunda semana debido a un aumento de casi 80 000 ventas. Hard Candy fue el primer álbum de la cantante en 18 años en liderar el conteo desde I'm Breathless (1990). Madonna se convirtió en la primera artista internacional en la historia de la lista japonesa en conseguir tres discos número uno en tres décadas consecutivas. En el Reino Unido, Hard Candy debutó en la primera posición del UK Albums Chart, donde Madonna se unió a un selecto grupo de artistas al lograr tener diez discos números uno, detrás de Elvis Presley, con once y The Beatles, con quince. El lanzamiento recibió un disco de oro por parte de la British Phonographic Industry (BPI) por haber vendido 100 000 unidades allí. De acuerdo a la Official UK Charts Company, Hard Candy ha vendido 335 523 copias en el Reino Unido, desde septiembre de 2009. El álbum también alcanzó la primera posición de las listas European Top 100 Albums y Media Control Charts, donde en esta última permaneció un total de 40 semanas. Hard Candy también lideró las listas de Irlanda, derrocando a la cantante Mary Black y a su álbum 25 Years – 25 Songs. El álbum obtuvo un particular éxito en Brasil, donde las canciones «Candy Shop», «4 Minutes», «Give it 2 Me», «Heartbeat» y «Beat Goes On» ganaron un disco de platino, por alcanzar las 100 000 copias vendidas mediante descargas digitales.

## Sencillos

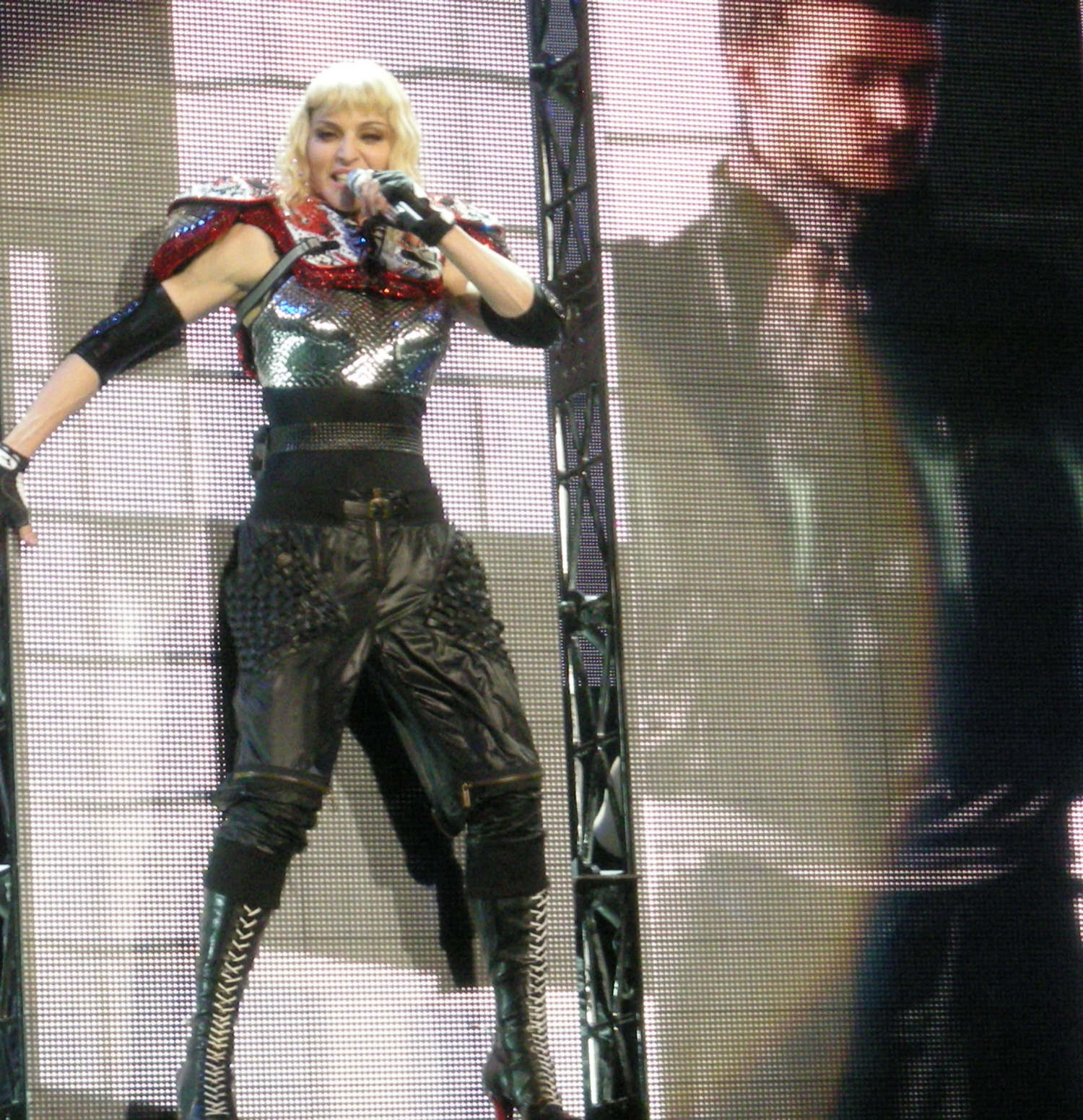
Madonna interpretando el sencillo principal «4 Minutes», durante un concierto del Sticky & Sweet Tour en 2008.

La discográfica Warner Bros. Records publicó «4 Minutes» como el sencillo principal del álbum el 17 de marzo de 2008. El tema ha sido elogiado por muchos críticos musicales, sin embargo, algunos han señalado que era Madonna quien parecía la artista invitada en la canción, y no Timberlake. Alcanzó un éxito internacional y logró encabezar las listas en 21 países en todo el mundo. Se convirtió en el decimotercer número uno de Madonna en el Reino Unido, la cifra más alta para cualquier artista femenina en las listas británicas. En los Estados Unidos, debutó en el número tres del Billboard Hot 100, por lo que le dio a la cantante su 37.º top ten en dicha lista, y rompió el récord establecido anteriormente de Elvis Presley. El vídeo musical de la canción fue dirigido por el dúo francés Jonas & François, y mostraba a Madonna y a Timberlake cantando y tratando de huir de una pantalla negra gigante que devoraba todo a su paso. Al final, ambos son consumidos por la pantalla. La canción recibió una nominación al premio Grammy en la categoría de mejor colaboración vocal de pop.
El 4 de junio de 2008, fue lanzado como el segundo sencillo «Give it 2 Me», que recibió críticas positivas por parte de la prensa. La canción se convirtió en el 39° sencillo de Madonna en liderar la lista de Billboard Dance/Club Play Songs. Sin embargo, el tema duró una semana en el Billboard Hot 100, donde solo logró alcanzar la posición número 57. Internacionalmente, se ubicó en la cima de los Países Bajos y España y logró posicionarse en los diez primeros de otros países europeos. Para el video, Madonna recreó el estilo retro que había utilizado en mayo, durante la sesión fotográfica de la revista Elle. Tom Munro lo dirigió y contó con una aparición del rapero Pharrell Williams. El clip recibió una respuesta positiva por parte de los críticos, quienes alabaron la imagen y el estilo de Madonna. En 2009, «Give it 2 Me» recibió una nominación al Grammy en la categoría de mejor grabación dance.
«Miles Away» fue publicado como el tercer y último sencillo del álbum, el 17 de octubre de 2008. El tema recibió respuestas favorables por parte de los críticos, aunque algunos de ellos señalaron su parecido al tema de Justin Timberlake «What Goes Around... Comes Around», publicado en 2006. Logró ocupar al top 40 en las listas musicales del Reino Unido, Canadá, Bélgica y los Países Bajos. En los Estados Unidos, aunque la canción no logró colocarse en la lista oficial, sí encontró éxito en las listas de música dance, donde se convirtió en la séptima canción número uno consecutiva de Madonna, el mayor para cualquier artista.

## Promoción
Antes del lanzamiento oficial del álbum, se publicaron siete canciones para descargar a través de teléfonos móviles. A partir del 21 hasta el 27 de abril de 2008, fueron distribuidas las canciones «Candy Shop», «Miles Away», «Give It 2 Me», «Heartbeat», «She's Not Me», «Beat Goes On» y «Devil Wouldn't Recognize You». Adicionalmente, el álbum y el videoclip de «4 Minutes» fueron pre-cargados en el Samsung F400 en Francia. En otros mercados, Vodafone y Warner Music International llegaron a un acuerdo que hacía que la música y contenido de Hard Candy estuviera disponible a clientes de teléfonos móviles Vodafone antes de su lanzamiento. Un trato similar se hizo con Sony Ericsson, quienes ofrecieron el álbum completo pre-cargado en sus modelos, a más de veintisiete países. El álbum también se publicó en la red social MySpace cuatro días antes a su lanzamiento en Estados Unidos. Por otra parte, en el capítulo final de la segunda temporada de la serie de televisión estadounidense Ugly Betty, titulado «Jump», se incluyeron las canciones «Candy Shop», «Miles Away», «She's Not Me» y «Spanish Lesson» así como el sencillo de 2006 de Madonna, «Jump». La canción «Miles Away» también fue usada en la serie de televisión japonesa Change mientras que el sencillo principal «4 Minutes» sirvió como banda sonora en un comercial de champú.

### Hard Candy Promo Tour

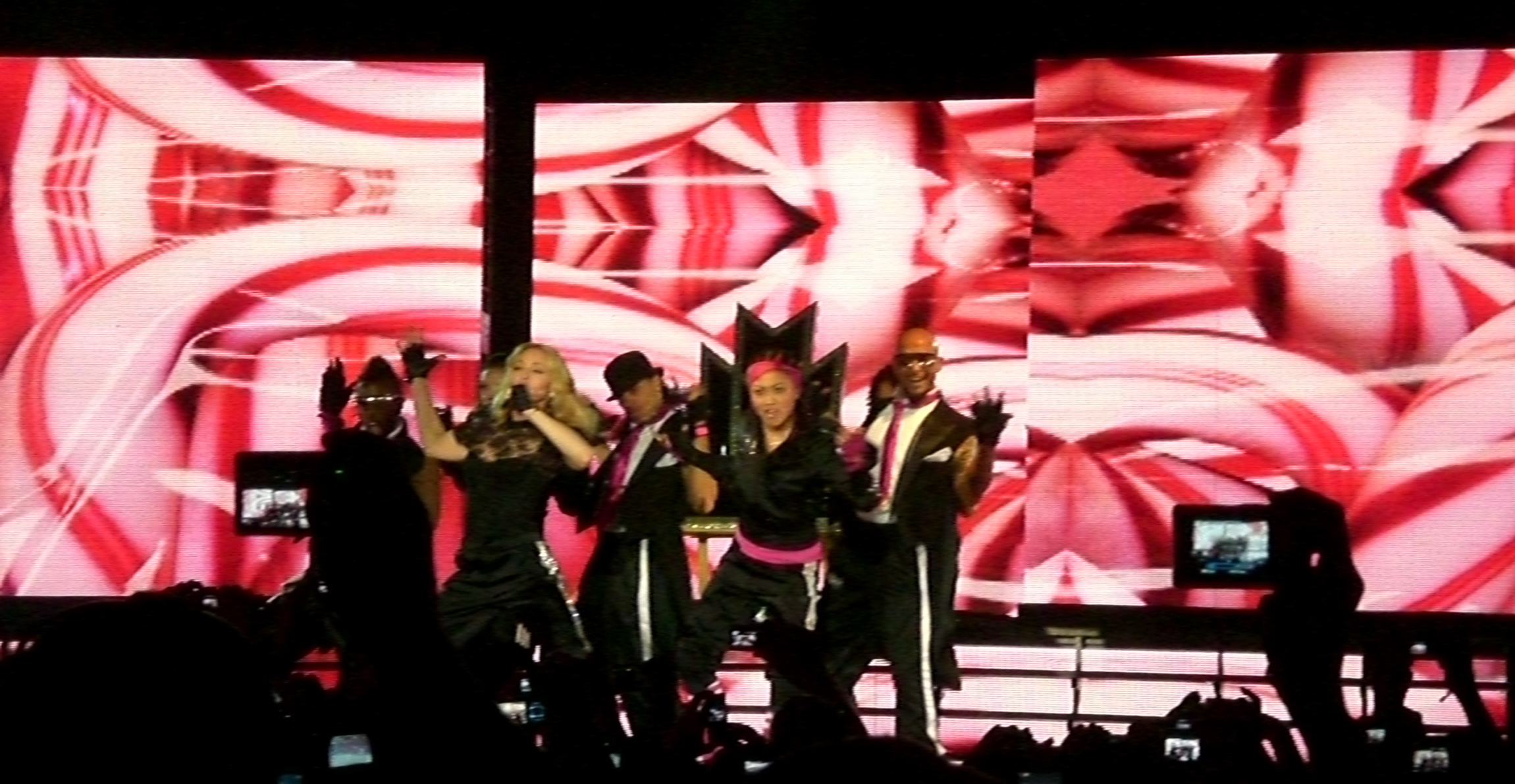
Madonna y sus bailarines durante un concierto del Hard Candy Promo Tour, en mayo de 2008.

Para promocionar Hard Candy, Madonna se embarcó en una minigira promocional que consistía de una serie de presentaciones y que fue la primera iniciativa de su nuevo contrato con la promotora de conciertos Live Nation, con contenido mediático proporcionado por la compañía Frank the Plumber LLC. En una entrevista con la BBC, Madonna comentó:

«Obviamente, quiero tocar material nuevo porque estoy muy complacida con eso. Creo que es lo que la gente viene a escuchar, pero también quiero tocar algunas de mis canciones viejas. Elegí "Hung Up" porque fue el más grande éxito de mi álbum anterior y elegí "Music" porque es un deleite para el público, es un himno y une a la gente».

El espectáculo contaba con un escenario expansible con cinco plataformas que mostraban la portada del álbum. Vestida con un atuendo negro; consistente de pantalones de seda, botas altas con cordones y una blusa de encaje, Madonna aparecía en el escenario sentada en un trono, con un cetro dorado en la mano, mientras que la música de «Candy Shop» iba sonando en el fondo. En las pantallas colocadas a los lados del escenario, se mostraban imágenes de todo tipo de caramelos. La cantante, junto con sus seis bailarines, realizó movimientos coreografiados. Seguido de esto, Madonna agarraba una guitarra acústica, tomaba un trago de una copa de champán y empezaba a cantar «Miles Away», mientras que imágenes de aviones despegando y aterrizando en aeropuertos y en distintas partes del mundo se proyectaban en las pantallas. La interpretación «4 Minutes» contó con un reloj de cuenta regresiva. Madonna entonces, se daba un tiempo para agradecer a sus colaboradores, incluyendo a Justin Timberlake, Timbaland y Kanye West. «¡Me siento como la chica más afortunada del mundo!» exclamaba la cantante, antes de dedicar la siguiente canción, «Hung Up» de Confessions on a Dance Floor (2005), a todos sus admiradores. Para esta interpretación, la canción fue remezclada con «(I Can't Get No) Satisfaction» de The Rolling Stones. La siguiente canción era «Give it 2 Me», donde rayos verdes y rosados fueron proyectados sobre el público. El concierto finalizaba con una interpretación de «Music» (2000). Durante esta actuación los bailarines salieron de la puerta plateada de un tren subterráneo falsa, mientras que Madonna bailaba por el escenario tocando las manos de varios miembros del público y, finalmente, concluía el concierto, desapareciendo del escenario junto con sus bailarines por la puerta del tren.
Chris Harris, de MTV, le dio una reseña positiva al concierto en el Roseland Ballroom de Nueva York; comentó que «fue un evento mejor adecuado para el Madison Square Garden y uno que estos admiradores —muchos de los cuales probablemente tuvieron que llamar a una niñera para la noche— no olvidarán pronto». Ben Sisario del New York Times dijo que «para los seguidores de Madonna, [el espectáculo de Nueva York] probó que verla gratis, en un lugar con capacidad para 2 200 personas — minúsculo de acuerdo a sus propios estándares — fue algo que valió la pena esperar. Y esperar por mucho tiempo». Silvio Pietrolungo, de Billboard, opinó que «el público estuvo ciertamente dedicado». El concierto del 30 de abril de 2008, en Nueva York, fue transmitido en vivo a través de MSN, en asociación con Live Nation, y en todo el mundo el 15 de mayo de 2008. El espectáculo en Maidstone enfrentó algunos problemas con los organizadores debido al constante uso de lenguaje soez por parte de Madonna. Esto causó que la BBC recibiera quejas del público cuando el concierto salió al aire en Radio 1. El concierto de la cantante el 6 de mayo de 2008 en el Olympia de París también recibió reseñas variadas, con un crítico del portal de internet EMOL diciendo que el concierto «no fue precisamente dulce».

### Sticky & Sweet Tour

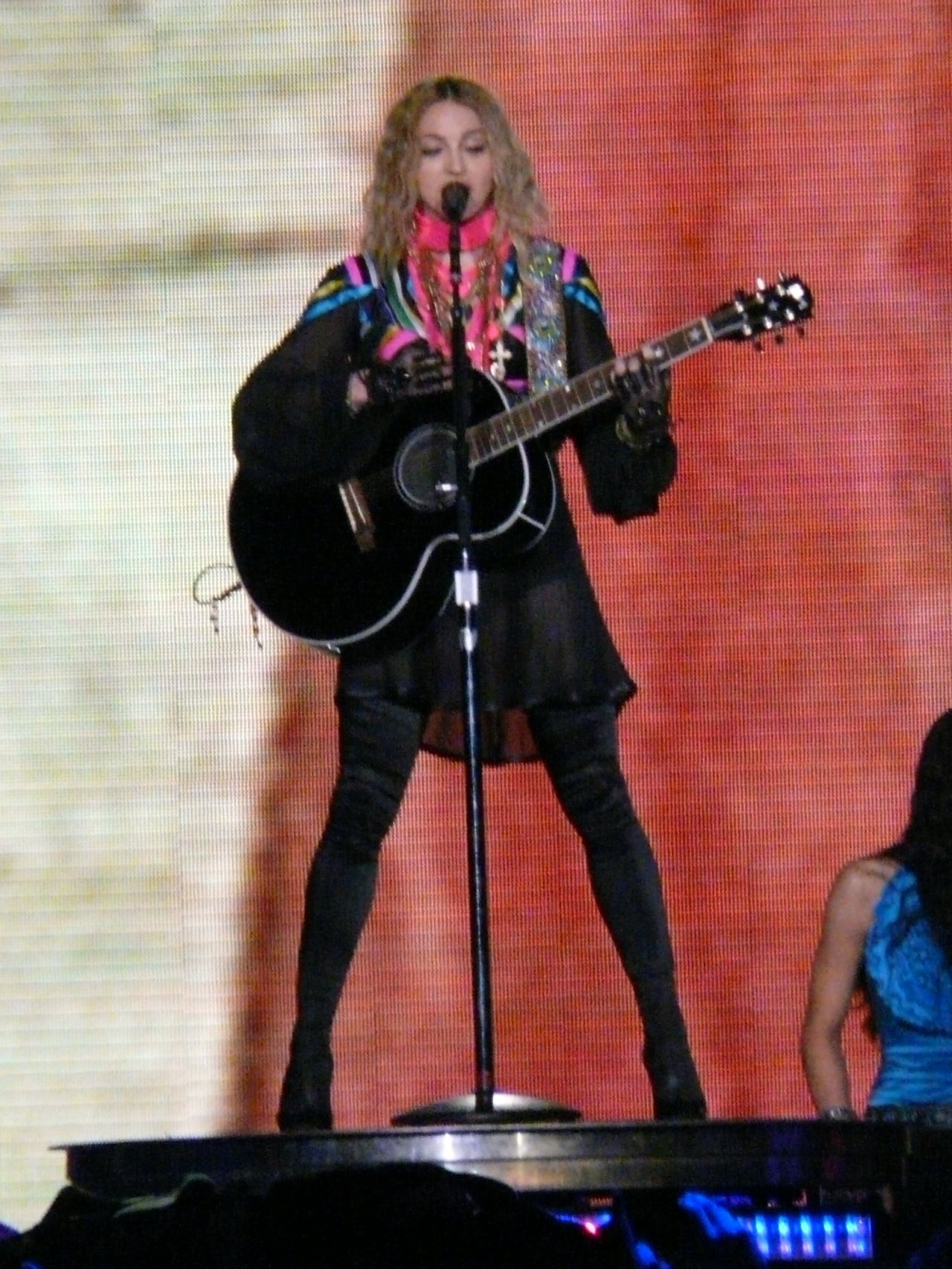
Madonna interpretando el tercer sencillo de Hard Candy, «Miles Away», durante la segunda ronda de la gira Sticky & Sweet Tour en 2009.

El Sticky & Sweet Tour fue la octava gira de conciertos de Madonna; inició en agosto de 2008 y fue la primera bajo su nuevo contrato con la promotora Live Nation. Se anunció en febrero de 2008, y también se revelaron fechas de los conciertos en los Estados Unidos y el Reino Unido. Pese a que inicialmente estaba previsto, la gira no visitó Australia por problemas financieros y por la recesión de 2008. El vestuario para la gira fue creado por los diseñadores Arianne Phillips, Stella McCartney, Yves Saint Laurent, Roberto Cavalli, Jeremy Scott y por la casa de modas francesa Givenchy. El escenario de la gira fue planeado similarmente al del Confessions Tour. Cuando el Sticky & Sweet Tour llegó a su fin en 2008, Madonna anunció planes de empezar una segunda ronda por Europa en 2009. Durante la misma, la cantante actuó en ciudades que, o bien nunca había visitado, o donde no se había presentado durante mucho tiempo.
La gira fue descrita como «un viaje dancetástico, impulsado por el rock», y se dividía en cuatro actos: Pimp, donde el sadomasoquismo era el tema principal; Old School, donde se incluyeron varias de las canciones clásicas de Madonna y se mostraron en las pantallas de fondo trabajos e imágenes del artista Keith Haring; Gipsy, en el que se incluyó «una fusión de baile y música folk romaní», con interpretaciones que iban desde lo melancólico a lo alegre; y finalmente Rave, donde la cantante interpretó canciones remezcladas con influencias y elementos orientales. El espectáculo terminaba con Madonna cantando la última canción del repertorio con los espectadores. Para la segunda ronda de la gira, hubo varios cambios en el repertorio, entre ellos un tributo de baile al fallecido cantante Michael Jackson. La gira obtuvo reseñas positivas por parte de los críticos.
El Sticky & Sweet Tour rompió muchos récords en términos de venta de entradas, bruto comercial y asistencia de audiencia. Después de la primera ronda, se convirtió en la gira más recaudadora de una solista, al recaudar 282 millones USD; también, rompió el récord anterior que la misma cantante había logrado con el Confessions Tour. Al final de la segunda etapa, la cantante había actuado ante 3,5 millones de personas en 32 países, y el tour había recaudado un total de 408 millones USD, y se convirtió así en la más recaudadora por un artista solista y la cuarta más recaudadora de todos los tiempos. En los premios Billboard Touring Awards de 2009, el Sticky & Sweet Tour ganó los premios a Top Tour y Top Draw, que reconocían a los conciertos más recaudadores y atendidos del año. El mánager de Madonna, Guy Oseary, ganó el premio al mejor representante.

## Premios y nominaciones
| Año  | Trabajo nominado    | Premios                          | Categoría                            | Resultado | Ref.    |
| ---- | ------------------- | -------------------------------- | ------------------------------------ | --------- | ------- |
| 2008 | Hard Candy          | Premios Oye!                     | Álbum del año                        | Ganador   | [ 113 ] |
| 2008 | «4 Minutes»         | Premios Oye!                     | Grabación del año                    | Ganador   | [ 113 ] |
| 2008 | «4 Minutes»         | MTV Europe Music Awards          | Mejor canción dance                  | Nominado  | [ 114 ] |
| 2008 | «4 Minutes»         | MTV Video Music Awards           | Mejor coreografía en un vídeo        | Nominado  | [ 115 ] |
| 2008 | «4 Minutes»         | MuchMusic Video Awards           | Mejor vídeo internacional            | Nominado  | [ 116 ] |
| 2008 | Sticky & Sweet Tour | Pollstar Concert Industry Awards | Mayor gira del año                   | Nominada  | [ 117 ] |
| 2008 | Sticky & Sweet Tour | Pollstar Concert Industry Awards | Producción de escenario más creativa | Nominada  | [ 117 ] |
| 2009 | Hard Candy          | Hungarian Music Awards           | Álbum pop internacional del año      | Nominado  | [ 118 ] |
| 2009 | Hard Candy          | Japan Gold Disc Awards           | Los tres mejores álbumes             | Ganador   | [ 119 ] |
| 2009 | «4 Minutes»         | Premios Grammy                   | Mejor colaboración vocal de pop      | Nominado  | [ 120 ] |
| 2009 | «4 Minutes»         | International Dance Music Awards | Mejor canción pop/dance              | Nominado  | [ 121 ] |
| 2009 | «4 Minutes»         | MTV Australia Awards             | Mejor coreografía                    | Nominado  | [ 122 ] |
| 2009 | «4 Minutes»         | People's Choice Awards           | Fuerzas favoritas combinadas         | Nominado  | [ 123 ] |
| 2009 | «Give it 2 Me»      | Premios Grammy                   | Mejor grabación dance                | Nominado  | [ 120 ] |
| 2009 | «Miles Away»        | Japan Gold Disc Awards           | Mastertone del año                   | Ganador   | [ 119 ] |
| 2009 | «Miles Away»        | Japan Gold Disc Awards           | Canción (de teléfono) del año        | Ganador   | [ 119 ] |
| 2009 | «Miles Away»        | Japan Gold Disc Awards           | Canción (online) del año             | Ganador   | [ 119 ] |
| 2009 | Sticky & Sweet Tour | Billboard Touring Awards         | Mejor atracción                      | Ganadora  | [ 124 ] |
| 2009 | Sticky & Sweet Tour | Billboard Touring Awards         | Mejor gira                           | Ganadora  | [ 124 ] |
| 2010 | Sticky & Sweet Tour | Premios Oye!                     | Álbum del año                        | Nominado  | [ 125 ] |

## Lista de canciones
| N.º | Título                                          | Escritor(es)                                            | Productor(es)                          | Duración |  |
| 1.  | «Candy Shop»                                    | Pharrell Williams, Madonna                              | The Neptunes, Madonna                  | 4:15     |  |
| 2.  | «4 Minutes» (con Justin Timberlake y Timbaland) | Madonna, Tim Mosley, Justin Timberlake, Nathaniel Hills | Timbaland, Justin Timberlake, Danja    | 4:04     |  |
| 3.  | «Give it 2 Me»                                  | Williams, Madonna                                       | The Neptunes, Madonna                  | 4:48     |  |
| 4.  | «Heartbeat»                                     | Williams, Madonna                                       | The Neptunes, Madonna                  | 4:04     |  |
| 5.  | «Miles Away»                                    | Madonna, Mosley, Timberlake, Hills                      | Timbaland, Timberlake, Danja           | 4:49     |  |
| 6.  | «She's Not Me»                                  | Williams, Madonna                                       | The Neptunes, Madonna                  | 6:05     |  |
| 7.  | «Incredible»                                    | Williams, Madonna                                       | The Neptunes, Madonna                  | 6:20     |  |
| 8.  | «Beat Goes On» (con Kanye West)                 | Williams, Madonna, West                                 | The Neptunes, Madonna                  | 4:26     |  |
| 9.  | «Dance 2night» (con Justin Timberlake)          | Madonna, Mosley, Timberlake, Lane                       | Timbaland, Timberlake, Lane, Castellon | 5:03     |  |
| 10. | «Spanish Lesson»                                | Williams, Madonna                                       | The Neptunes, Madonna                  | 3:40     |  |
| 11. | «Devil Wouldn't Recognize You»                  | Madonna, Mosley, Timberlake, Hills, Joe Henry           | Timbaland, Timberlake, Danja           | 5:09     |  |
| 12. | «Voices»                                        | Madonna, Mosley, Timberlake, Lane                       | Timbaland, Timberlake, Danja, Lane     | 3:39     |  |

| Pista adicional edición japonesa |                |                      |                       |          |  |
| N.º                              | Título         | Escritor(es)         | Productor(es)         | Duración |  |
| 13.                              | «Ring My Bell» | P. Williams, Madonna | The Neptunes, Madonna | 3:54     |  |

### Formatos
- Edición CD estándar – contiene 12 temas.
- Edición CD japonesa – contiene 13 temas: los 12 de la edición estándar más la canción adicional «Ring My Bell».
- Edición CD limitada – contiene 14 temas: los 12 de la edición estándar más dos remezclas de la canción «4 Minutes», en una caja de tamaño DVD con un libreto de 16 páginas, además de 35 caramelos «Candy Galore» en una bolsa trasparente de celofán.[126]
- Edición especial LP - contiene las 12 canciones estándar en dos discos de vinilo de 12" (rosa y azul con efectos blancos), en el paquete se encuentra un disco adicional de color negro donde se incluyen remezclas de la canción «4 Minutes» por Tracy Young y Peter Rauhofer, además incluye el CD estándar.[127]
- Edición descarga digital – contiene los 12 temas del álbum y un libreto digital.
- Edición de lujo digital – contiene 15 temas: los 12 del álbum, 2 remezclas de la canción «4 Minutes» y una remezcla de la «Give it 2 Me», más un libreto digital.
- Edición digital preorden de iTunes – contiene 13 temas: los 12 de la edición estándar y la canción adicional «Ring My Bell», más un libro digital.
- Edición de lujo digital preorden de iTunes – contiene 16 temas: los 12 del álbum, la canción adicional «Ring My Bell», dos remezclas de la canción «4 Minutes» y una de «Give it 2 Me», más un libreto digital.

## Créditos y personal
| - Madonna: voz, composición y producción ejecutiva. - Justin Timberlake: voz, coros, composición y producción ejecutiva. - Timbaland: voz, composición, producción ejecutiva, tambores y bajo. - Kanye West: rap. - Pharrell Williams: voz, coros y producción. - Nate «Danja» Hills: producción y teclados. - Mark «Spike» Stent: grabación y mezcla. - Andrew Coleman: mezcla. - Anthony Asher: ingeniería. - Marcella «Ms. Lago» Araica: grabación. - Demacio «Demo» Castellon: grabación, programación y mezcla. - Vadim Chislov: asistente de ingeniería. - Graham Archer: asistente de ingeniería. | - Fareed Salamah: asistente de ingeniería. - Joseph Castellon: asistente de ingeniería. - Wendy Melvoin: guitarra acústica. - Monte Pittman: guitarra acústica y bajo. - Hannon Lane: teclados. - DJ Remo: scratching de audio. - Ron Taylor: Pro Tools. - Stevie Blacke: cuerdas. - Chris Gehringer: masterización. - Steven Klein: fotografía. - Giovanni Blanco: dirección artística. - Guy Oseary: administración. |

Fuentes: créditos adaptados de las notas de Hard Candy.

## Posicionamiento en listas
| País (Lista 2008)                            | Posición |
| -------------------------------------------- | -------- |
| Alemania (Media Control Charts)              | 1        |
| Argentina (CAPIF)                            | 1        |
| Australia (ARIA Charts)                      | 1        |
| Austria (Ö3 Austria Top 40)                  | 1        |
| Bélgica (Flandes) Ultratop 50                | 2        |
| Bélgica (Valonia) Ultratop 40                | 2        |
| Canadá (Canadian Albums Chart)               | 1        |
| Dinamarca (IFPI)                             | 1        |
| España (Promusicae)                          | 1        |
| Estados Unidos (Billboard 200)               | 1        |
| Europa (European Top 100 Albums)             | 1        |
| Finlandia (Mitä hittiä)                      | 1        |
| Francia (SNEP)                               | 1        |
| Grecia (IFPI)                                | 1        |
| Hungría (Mahasz)                             | 2        |
| Irlanda (IRMA)                               | 1        |
| Italia (FIMI)                                | 1        |
| Japón (Oricon)                               | 1        |
| México (AMPROFON)                            | 3        |
| Nueva Zelanda (RIANZ)                        | 5        |
| Noruega (VG-lista)                           | 2        |
| Polonia (OLiS)                               | 1        |
| Portugal (Associação Fonográfica Portuguesa) | 1        |
| Reino Unido (The Official UK Charts Company) | 1        |
| Suecia (Sverigetopplistan)                   | 1        |
| Suiza (Schweizer Hitparade)                  | 1        |

| País (2008)       | Posición |
| ----------------- | -------- |
| Alemania          | 14       |
| Australia         | 47       |
| Austria           | 16       |
| Bélgica (Flandes) | 25       |
| Bélgica (Valonia) | 21       |
| Dinamarca         | 16       |
| España            | 30       |
| Estados Unidos    | 53       |
| Grecia            | 2        |
| Hungría           | 5        |
| México            | 6        |
| Reino Unido       | 36       |
| Suiza             | 8        |

## Certificaciones
| País (organismo certificador) | Certificaciones |
| ----------------------------- | --------------- |
| Alemania (BVMI)               | Platino         |
| Argentina (CAPIF)             | Platino         |
| Australia (ARIA)              | Platino         |
| Austria (IFPI — Austria)      | Platino         |
| Bélgica (IFPI — Bélgica)      | Platino         |
| Brasil (ABPD)                 | Platino         |
| Canadá (CRIA)                 | Platino         |
| Chile (IFPI — Chile)          | Oro             |
| Dinamarca (IFPI — Dinamarca)  | Platino         |
| España (PROMUSICAE)           | Oro             |
| Estados Unidos (RIAA)         | Oro             |
| Finlandia (IFPI — Finlandia)  | Platino         |
| Francia (SNEP)                | Platino         |
| Grecia (IFPI)                 | Platino         |
| Hungría (MAHASZ)              | Platino         |
| Irlanda (IRMA)                | Platino         |
| Japón (RIAJ)                  | Platino         |
| México (AMPROFON)             | Platino         |
| Polonia (ZPAV)                | Platino         |
| Portugal (AFP)                | Oro             |
| Rusia (NFPP)                  | 4× platino      |
| Reino Unido (BPI)             | Oro             |
| Suecia (IFPI — Suecia)        | Oro             |
| Suiza (IFPI — Suiza)          | Platino         |
| Turquía (Mü-YAP)              | Oro             |
| Unión Europea (IFPI)          | Platino         |

## Historial de lanzamientos
| Región         | Fecha               | Formato                                 | Discográfica |
| -------------- | ------------------- | --------------------------------------- | ------------ |
| México         | 19 de abril de 2008 | CD y descarga digital                   | Warner Bros. |
| Estados Unidos | 29 de abril de 2008 | CD, edición especial y descarga digital | Warner Bros. |
| Estados Unidos | 10 de junio de 2008 | Edición especial LP                     | Warner Bros. |
| Reino Unido    | 28 de abril de 2008 | CD y descarga digital                   | Warner Bros. |
| Reino Unido    | 12 de mayo de 2008  | Edición especial                        | Warner Bros. |
| Reino Unido    | 19 de mayo de 2008  | Edición especial LP                     | Warner Bros. |
| Unión Europea  | 25 de abril de 2008 | CD y descarga digital                   | Warner Bros. |